# Dorota Tlałka
Dorota Tlałka (Zakopane, 27 aprile 1963) è un'ex sciatrice alpina polacca naturalizzata francese dalla stagione 1985-1986.
In seguito al matrimonio adottò anche il cognome del coniuge e gareggiò come Dorota Mogore-Tlałka o Dorota Tlałka-Mogore.

## Biografia
Dorota Tlałka proviene da una famiglia di grandi tradizioni negli sport invernali: è figlia del pattinatore di velocità Jan e sorella gemella di Małgorzata, a sua volta sciatrice alpina, naturalizzata anch'essa francese avendo sposato il cognato di Dorota. Specialista delle gare tecniche, ottenne il primo risultato di rilievo in Coppa del Mondo il 9 marzo 1980 giungendo 15ª in slalom speciale a Vysoké Tatry; nella successiva stagione 1980-1981 in Coppa Europa vinse la classifica di slalom speciale e agli Europei juniores di Škofja Loka 1981 conquistò tre medaglie di bronzo: nello slalom gigante, nello slalom speciale e nella combinata.
Ai Mondiali di Schladming 1982 si classificò 4ª nello slalom speciale e 12ª nella combinata; il 27 marzo dello stesso anno colse a Monginevro in slalom speciale il primo podio in Coppa del Mondo (3ª alle spalle della statunitense Christin Cooper e della tedesca occidentale Maria Epple). Ai XIV Giochi olimpici invernali di Sarajevo 1984, sua prima presenza olimpica, si piazzò 30ª nello slalom gigante e non completò lo slalom speciale; il 14 dicembre dello stesso anno a Madonna di Campiglio in slalom speciale conquistò la sua unica vittoria in Coppa del Mondo (nonché ultimo podio), chiudendo davanti alla svizzera Brigitte Gadient e alla francese Christelle Guignard, e ai successivi Mondiali di Bormio 1985 giunse 6ª in slalom speciale e non completò la combinata.
Nel 1986 si sposò e acquisì la cittadinanza francese; con la nuova nazionale partecipò ai Mondiali di Crans-Montana 1987, ottenendo l'8º posto nello slalom speciale, ai XV Giochi olimpici invernali di Calgary 1988 (sua ultima presenza olimpica), dove si classificò 8ª nello slalom speciale, e ai Mondiali di Vail 1989 (sua ultima presenza iridata), dove nella medesima specialità fu 12ª. Il suo ultimo risultato agonistico fu il 6º posto ottenuto nello slalom speciale di Coppa del Mondo disputato il 10 marzo 1989 a Shigakōgen.

## Palmarès

### Europei juniores
- 3 medaglie[2]:
  - 3 bronzi (slalom gigante, slalom speciale, combinata a Škofja Loka 1981)

### Coppa del Mondo
- Miglior piazzamento in classifica generale: 28ª nel 1983
- 5 podi (tutti in slalom speciale):
  - 1 vittoria
  - 1 secondo posto
  - 3 terzi posti

#### Coppa del Mondo - vittorie
| Data             | Località             | Paese  | Specialità |
| ---------------- | -------------------- | ------ | ---------- |
| 14 dicembre 1984 | Madonna di Campiglio | Italia | SL         |

Legenda:

SL = slalom speciale

### Coppa Europa
- Vincitrice della classifica di slalom speciale nel 1981[2]

### Campionati francesi
- 1 medaglia (dati parziali):
  - 1 oro (slalom speciale[senza fonte] nel 1987)